# 孟钺
孟钺（1924年—），北京人，中华人民共和国政治人物、外交官。

## 生平
1939年加入中国共产党。
1975年，接替赵禁，担任中华人民共和国驻保加利亚大使。1980年，由安致远接任。